# Ке Корнуолльский
Ке (VI век) — корнуолльский святой. День памяти — 5 ноября.

## Предание
Святой Ке (Kea, корн. Ke, фр. Ké) был из Древнего Севера (Hen Ogledd), что в краю бриттов, располагающемся в современной Южной Шотландии и Северной Англии. Согласно преданию, он трудился, в основном, в Корнуолле и в Бретани, и его почитают как в этих краях, так и в Уэльсе и в Западной стране.
Святой Ке известен по французскому краткому содержанию агиографии, написанной на латыни Морисом из Кледера (Maurice of Cleder) в XVII веке, равно как и из Бенанс Ке, неполного корневильского текста XVI века, вновь обнаруженного в 2000 году и находящегося в Национальной библиотеке Уэльса. Согласно этим текстам св. Ке был сыном Лотианского короля Лота. Он служил епископом в Северной Британии пока не ушёл оттуда чтобы стать отшельником. Он отправился в Уэльс, а затем продвинулся на юг, основав церкви в Стрите, Сомерсет и Ландки, Девон. В итоге он обосновался в городке Ки в Корнуолле, который впоследствии был назван в его честь. Святого Ки преследовал корнуольский король Теудар (Teudar), после того как тот защитил оленя, на которого король охотился. Волы святого были конфискованы, и он стал пахать на олене. Впоследствии он пересёк Ла-Манш и прибыл в Кледер, Бретань, где и отошёл ко Господу.
В текстах также говорится об отношениях святого с королём Артуром. Согласно краткому содержанию, св. Ке был приглашён из Бретани для посредничества в переговорах о мире между королём Артуром и его племянником Мордредом перед битвой в Камлане. Святой Ке критиковал жену Артура Гвиневру за супружескую измену с Мордредом, что привело к её раскаянию. Этот раздел, вероятно, объясняет присутствие в Беунанс Ке части, которая описывает конфликт Артура с римским императором Люцием Тиверием и последующее предательство Мордреда.